# Любомир (Гузар)
Любоми́р Яросла́вович Гу́зар (укр. Любомир Ярославович Гузар, англ. Lubomyr Husar; 26 февраля 1933, Львов, Польша — 31 мая 2017, Киев) — украинский кардинал. Титулярный епископ Нисы Ликийской с 22 февраля 1996 по 25 января 2001. Архиепископский экзарх Киевско-Вышгородский со 2 апреля 1996 по 25 января 2001. Вспомогательный епископ Львова с 14 октября 1996 по 25 января 2001. Верховный архиепископ Львовско-Галицкий с 25 января 2001 по 21 августа 2005. Верховный архиепископ Киево-Галицкий с 21 августа 2005 по 10 февраля 2011. Предстоятель Украинской грекокатолической церкви с 25 января 2001 по 10 февраля  2011. Кардинал-священник с титулом церкви Санта-София-а-Виа-Боччеа с 21 февраля 2001.

## Образование
В 1944 его семья эмигрировала на Запад, сначала в Австрию, где он учился в гимназии в Зальцбурге, а в 1949 году перебралась в США, где Любомир Гузар окончил коллегиальную семинарию св. Василия. Высшее образование получил в Католическом университете Америки (Вашингтон) и Фордемском университете (Нью-Йорк).
30 марта 1958 рукоположён в священники и занимается пастырской деятельностью в грекокатолических приходах американской украинской диаспоры. В 1958—1969 преподаёт в коллегиальной семинарии св. Василия, а в 1969—1972 учится в Папском Урбанианском университете, защищая в итоге докторскую диссертацию по теологии. В 1972 вступил в монастырь Студийского Устава в Гроттаферрата (Италия), а в 1973 году монашеской братией избран архимандритом монастырей Студийского Устава УГКЦ в диаспоре.

## Епископ
2 апреля 1977 верховный архиепископ Украинской Греко-католической (униатской) церкви Иосиф Слипый тайно рукоположил в епископы архимандрита Любомира Гузара, которого видел своим преемником, и ещё двух священников, с целью возможной тайной отправки на Украину. Однако папа Павел VI вначале не признал этой хиротонии, так как она основывалась только на правах УГКЦ, гарантированных в Брестской унии, без соответствующих согласований с ватиканскими властями. Новый папа назначает коадъютором (преемником) верховного архиепископа Иосифа Мирослава Иоанна Любачивского, а епископ Любомир Гузар остаётся работать в канцелярии кардинала Иосифа Слипого, выполняя разные его поручения.
В 1992 архимандрит Любомир возвращается со своей монашеской общиной Студийского Устава на Украину, община поселяется в с. Колодиевка на Тернопольщине.
В 1996 благодаря ходатайству верховного архиепископа Мирослава Иоанна Любачивского папа римский Иоанн Павел II признал архиерейскую хиротонию епископа Любомира Гузара и назначил его титулярным епископом Нисы Ликийской; а Синод епископов УГКЦ 17 октября 1996 ввиду тяжелого состояния здоровья верховного архиепископа Мирослава Иоанна назначил епископа Любомира Гузара помощником верховного архиепископа. С этого времени Любомир Гузар активно занимается руководством УГКЦ, а верховный архиепископ Мирослав Иоанн Любачивский, оставаясь верховным архиепископом УГКЦ, отходит на покой.

## Предстоятель Украинской грекокатолической церкви
После кончины 14 декабря 2000 года верховного архиепископа Мирослава Иоанна Любачивского Священный Синод Украинской грекокатолической церкви избрал 25 января 2001 года епископа Любомира Гузара новым предстоятелем Церкви. На следующий день, 26 января 2001 года, в Соборе св. Юра во Львове состоялась интронизация нового верховного архиепископа, сразу же после которой папский нунций информировал, что Иоанн Павел II, как он сообщил телеграммой, не только подтверждает такой выбор синода, но и предоставляет новоинтронизированному верховному архиепископу титул кардинала.
Принял активное участие в организации визита папы римского Иоанна Павла II на Украину, состоявшегося в июне 2001 года.
С 2002 году верховный архиепископ Любомир Гузар неоднократно заявляет о намерении перенести свою кафедру из Львова в Киев, где начинаются строительные работы по сооружению Собора Воскресения Христова и Патриаршей резиденции. 27 октября 2002 года верховный архиепископ Любомир освятил краеугольный камень своего Патриаршего собора.
21 августа 2005 года на территории Патриаршего собора Воскресения Христова состоялась торжественная церемония перенесения престола Верховного Архиепископа УГКЦ изо Львова в Киев, где находилась резиденция униатских митрополитов Киевских, Галицких и всея Руси с момента заключения Брестской унии до второй половины 30-х годов XVII века. В торжественных мероприятиях приняли участие около 3000 верующих УГКЦ, а также представители Украинской православной церкви Киевского патриархата и Украинской автокефальной православной церкви.
Изменение титула кардинала Гузара и перенесение резиденции грекокатоликов из Львова в Киев вызвали протесты со стороны Украинской Православной Церкви (Московского Патриархата).
10 февраля 2011 года папа Бенедикт XVI принял отставку Любомира Гузара с поста верховного архиепископа Украинской грекокатолической церкви. Соответствующее прошение глава УГКЦ подал, когда ему исполнилось 75 лет. 26 февраля 2013 года кардиналу Гузару исполнилось восемьдесят лет и он потерял право на участие в конклавах.

## Смерть и похороны
Умер 31 мая 2017 года в клинической больнице «Феофания» в Киеве. На следующий день после смерти Верховного архиепископа его тело было перевезено сначала в загороднюю резиденцию в селе Княжичи под Киевом, где после отставки проживал владыка, а позднее во Львов, где до 2002 года находилась кафедра предстоятелей Украинской греко-католической церкви. Поминальные литургии состоялись 1-3 июня во Львове, 3 июня по улицам Львова прошло пешее скорбное шествие от Собора Святого Юра до церкви св. Михаила монастыря монахов-студитов, одним из которых был кардинал Любомир Гузар. В ходе прощания покойному были возданы почести ранга государственного деятеля. После чего траурный кортеж выехал в Киев, где тело усопшего кардинала было выставлено в архикафедральном Патриаршем соборе Воскресения Христова УГКЦ. В течение первых двух дней праздника Троицы 4-5 июня происходило прощание. Проститься с иерархом пришли тысячи киевлян, не только греко-католики, но и православные и верующие других вероисповеданий. Президент Украины Петр Порошенко, Премьер-министр Украины Владимир Гройсман и Секретарь СНБОУ Александр Турчинов 4 июня 2017 простились с Любомиром Гузаром и выразили слова уважения к выдающемуся религиозному деятелю. Вечером 4 июня в Соборе под руководством Верховного Архиепископа Киево-Галицкого Святослава Шевчука был отслужен чин погребения почившего владыки.
Похоронен Любомир Гузар при большом скоплении людей 5 июня 2017 в День св. Духа в крипте Патриаршего собора Воскресения Христова УГКЦ в Киеве.

## Награды
- Орден князя Ярослава Мудрого III степени (2008 год)[11][12]
- Орден князя Ярослава Мудрого IV степени (2006 год)[13]
- Орден князя Ярослава Мудрого V степени (2003 год)[14][15]
- Орден «За заслуги» III степени (2001 год)[16][17]

## Увековечения памяти
26 мая 2018 в селе Княжичи в Киевской области глава УГКЦ верховный архиепископ Святослав открыл и освятил мемориальную доску в  память Любомира Гузара на доме, где он прожил последние десять лет своей жизни. Событие открытия мемориальной доски состоялось в рамках памятных мероприятий празднования года кончины Любомира Гузара.
В ноябре 2019 году в Киеве проспект Комарова, названный первоначально в честь советского космонавта Владимира Михайловича Комарова, переименован в проспект Любомира Гузара.
В 2021 году в Виннице открыли первый на Украине памятник Любомиру Гузару.